# Тиотиксен
Тиотиксе́н — типичное антипсихотическое лекарственное средство из группы производных тиоксантена. Является мощным нейролептиком с сильным
активирующим и слабым седативным действием. Вызывает умеренные экстрапирамидные нарушения. По сравнению с другими препаратами данного химического класса имеет 
ограниченное применение в клинической практике.